# Liste des monuments de Casablanca
Ceci est une liste des monuments classés par le ministère de culture marocain à Casablanca et aux alentours.
| Identifiant monument                                                                      | Site         | Monument                                   | Adresse | Date de classement | Décret | Coordonnées                        | Illustration                               |                       |
| ----------------------------------------------------------------------------------------- | ------------ | ------------------------------------------ | ------- | ------------------ | ------ | ---------------------------------- | ------------------------------------------ | --------------------- |
| pc_architecture/sanae:100015, pc_architecture/idpcm:82524 et pc_architecture/idpcm:CE3FD0 | Casablanca   | église du Sacré-Cœur de Casablanca         |         |                    |        | 33° 35′ 28″ nord, 7° 37′ 28″ ouest | Image manquante Téléverser                 | Télécharger une image |
| pc_architecture/sanae:350011                                                              | Casablanca   | phare d'El Hank                            |         |                    |        | 33° 36′ 36″ nord, 7° 39′ 17″ ouest | phare d'El Hank                            | Télécharger une image |
| pc_architecture/sanae:100038                                                              | Casablanca   | église Notre-Dame de Lourdes de Casablanca |         |                    |        | 33° 34′ 58″ nord, 7° 36′ 57″ ouest | église Notre-Dame de Lourdes de Casablanca | Télécharger une image |
| pc_architecture/sanae:180036                                                              | Casablanca   | parc de la Ligue Arabe                     |         |                    |        | 33° 35′ 16″ nord, 7° 37′ 29″ ouest | parc de la Ligue Arabe                     | Télécharger une image |
| pc_architecture/sanae:180084                                                              | Casablanca   | parc Isesco                                |         |                    |        | 33° 34′ 46″ nord, 7° 36′ 48″ ouest | parc Isesco                                | Télécharger une image |
| pc_architecture/sanae:410025                                                              | Casablanca   | Enceinte de Sour jdid (d)                  |         |                    |        | 33° 36′ 16″ nord, 7° 37′ 57″ ouest | Image manquante Téléverser                 | Télécharger une image |
| pc_architecture/sanae:180078                                                              | Casablanca   | parc de l'Hérmitage (d)                    |         |                    |        | 33° 33′ 51″ nord, 7° 36′ 48″ ouest | Image manquante Téléverser                 | Télécharger une image |
| pc_architecture/sanae:180079                                                              | Casablanca   | Jardin Sindibad (d)                        |         |                    |        | 33° 34′ 56″ nord, 7° 41′ 40″ ouest | Image manquante Téléverser                 | Télécharger une image |
| pc_architecture/sanae:190047                                                              | El Mansouria | kasbah de Mansouria (d)                    |         |                    |        | 33° 45′ 04″ nord, 7° 17′ 37″ ouest | kasbah de Mansouria (d)                    | Télécharger une image |